# Pseudometisa vicina
Pseudometisa vicina är en fjärilsart som beskrevs av Jean Bourgogne 1977. Pseudometisa vicina ingår i släktet Pseudometisa och familjen säckspinnare. Inga underarter finns listade.